# Dajr Dibwan
Dajr Dibwan (arab. ‏دير دبوان‎, Dayr Dibwān) – miasto w Palestynie, w  muhafazie Ramallah i Al-Bira. Według danych szacunkowych Palestyńskiego Centralnego Biura Statystycznego w 2016 roku miejscowość liczyła 6721 mieszkańców.